# Narrogin Town
Koordinaten: 32° 56′ S, 117° 10′ O

Der Town of Narrogin war ein lokales Verwaltungsgebiet (LGA) im australischen Bundesstaat Western Australia. Am 1. Juli 2016 wurde der Town mit dem sie umgebenden Narrogin Shire zusammengeschlossen. Das Gebiet war 13 km² groß und hatte zuletzt etwa 4200 Einwohner (2011).
Narrogin liegt im Südosten des Staats im westaustralischen „Weizengürtel“ etwa 165 Kilometer südöstlich der Hauptstadt Perth. Die LGA bestand nur aus der Stadt Narrogin und lag inmitten des Narrogin Shire.

## Verwaltung
Der Narrogin Town Council hatte zehn Mitglieder, neun Councillor und der Mayor (Bürgermeister) und Vorsitzende des Councils, die alle von allen Einwohnern der LGA gewählt wurden. Narrogin war nicht in Bezirke unterteilt.